# بورین دو
بورین دو (به صربی: Borin Do) یک منطقهٔ مسکونی در صربستان است که در ولاسوتینتسه واقع شده‌است. بورین دو ۱۴۸ نفر جمعیت دارد.